# 軍鶏

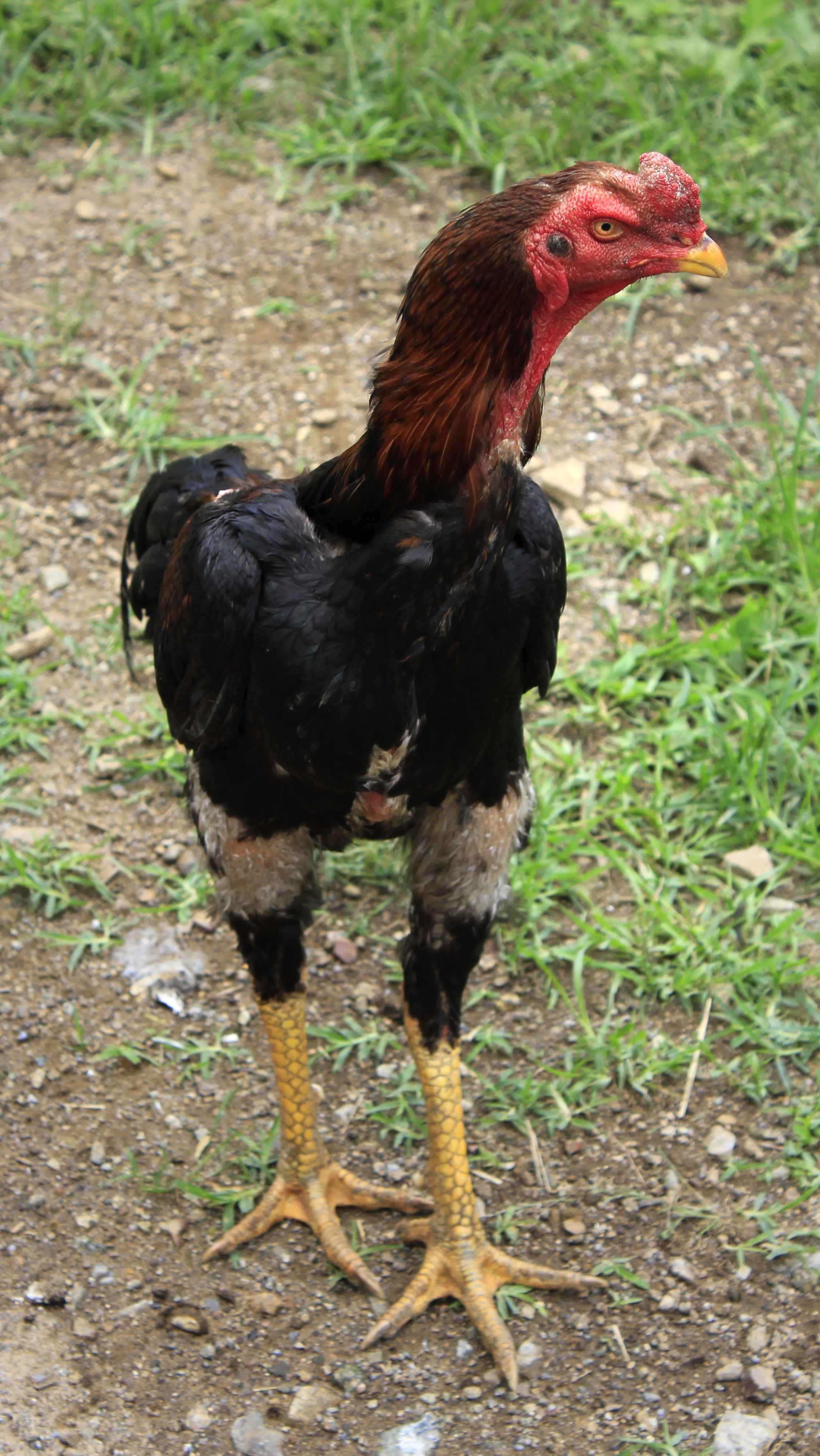
軍鶏

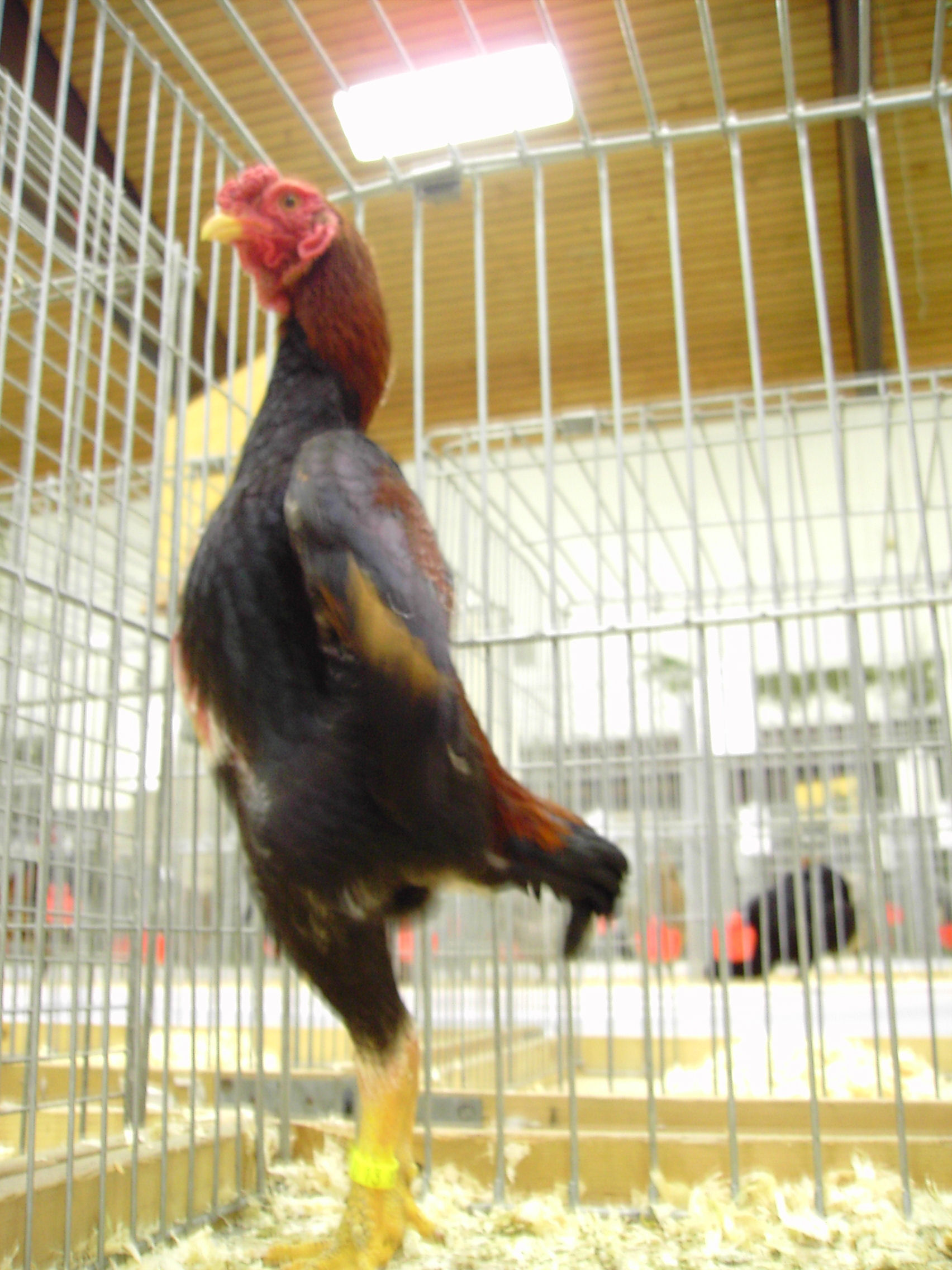
小軍鶏

軍鶏（シャモ）は、闘鶏用、観賞用、食肉用のニワトリの一品種。
本来は江戸期のタイからの輸入種と伝えられるが、伝来以来、日本国内で独自の改良育種を施され、1941年（昭和16年）「日本に特有な畜養動物」として国の天然記念物に指定された。日本農林規格における鶏の在来種ともされる。

## 特徴
本来は闘鶏専用の品種で、そのため「軍鶏」の字が当てられた。オスは非常に闘争心が強い。
三枚冠もしくは胡桃冠で首が長く、頑強な体躯を持つ。羽色は赤笹、白、黒等多様。身体の大きさにより大型種、中型種、小型種に分類されるが、系統はさらに細分化される。

## 歴史
シャモの名は、当時のタイの旧名・シャムに由来する。日本には江戸時代初期にタイから伝わったとされるが、正確な時期は不明。闘鶏の隆盛とともに各地で飼育され、多様な系統が生み出された。闘鶏は多く賭博の手段とされたため、賭博が禁止されるとともに闘鶏としての飼育は下火になったが、食味に優れるためそれ以後も飼育は続けられた。現在は各地で食用として飼育されている。
シャモから派生した現存鶏は以下の品種が有名。
- 大軍鶏
- 中軍鶏
- 小軍鶏
- 軍鶏
- 大和軍鶏
- 金八軍鶏
- 南京シャモ
- チビシャモ
- 八木戸
- 信州黄金シャモ

## 品種改良
闘鶏、食肉、鑑賞目的に品種改良が行われてきた。本来が闘鶏であるためオスはケージの中に縄張りをつくり、どちらかが死ぬまで喧嘩をするため、大規模飼育が難しい。食肉用には気性の穏やかな他の品種との交配種も作られ、金八鶏など品種として定着したものも存在する。また海外に輸出され、アメリカにおいてはレッドコーニッシュ種の原種ともなった。

## その他
主な飼育地は、東京都、茨城県、千葉県、青森県、秋田県、高知県など。沖縄方言ではタウチーと呼ぶが、台湾でも同じように呼ばれており、昔から台湾（小琉球）と沖縄（大琉球）の間に交流があったことの裏づけとなっている。
闘鶏には気性の激しい個体ほど好まれ、闘鶏で負けた鶏や、闘争心に欠けると判定された鶏は、ただちに殺されて軍鶏鍋にされた。そのため、江戸時代から食用としても知られ、幕末には軍鶏鍋が流行したとされる。また、戦いのために発達した軍鶏の腿や胸の筋肉には、ブロイラーにはない肉本来のうまみがあり愛好者が多く、他の地鶏に比べて大型であるために肉量が多い。他の地鶏とシャモを掛け合わせた一代雑種の「おとし」、「しゃもおとし」が軍鶏鍋に使われるようになると、鶏肉の代名詞として定着するようになった。
激しい気性から、気の短い人、けんかっ早い人の喩え、あだ名につかわれる。

## 軍鶏に関わる作品
- 軍鶏 （原作：橋本以蔵、画：たなか亜希夫、WEEKLY漫画アクション、双葉社→イブニング、講談社） は、日本の漫画作品。
- にこにこエガ夫 （植田まさし、竹書房）も同じく日本の漫画作品。エガ夫の飼い主が居酒屋から貰ってきたが、生きていたためそのまま飼うこととなった。
- 古賀人形